# Aéroport d'Ulan Hot
Pour les articles homonymes, voir HLH.
L'aéroport d'Oulan Hot est un aéroport desservant la ville d'Ulan Hot, dans la province de Mongolie-Intérieure, en Chine (code IATA : HLH • code OACI : ZBUL)

## Compagnies aériennes et destinations
| Compagnies             | Destinations                      |
| ---------------------- | --------------------------------- |
| Air China              | Pékin-Capitale                    |
| China Eastern Airlines | Shanghai-Hongqiao, Tianjin Binhai |
| China Express Airlines | Arxan (zh), Hohhot                |
| China United Airlines  | Pékin-Nanyuan, Hailar             |
| Tianjin Airlines       | Hohhot                            |

Édité le 03/02/2018